# José Cañadell
José Cañadell Carafi (Barcelona, 29 de marzo de 1923-Pamplona, 19 de marzo de 2014) fue un médico español, referente mundial en el tratamiento de tumores musculoesqueléticos y director del departamento de Cirugía Ortopédica y Traumatología de la Clínica Universidad de Navarra. Pionero en la cirugía conservadora para el tratamiento de sarcomas óseos mayoritariamente pediátricos, cuando el tratamiento habitual era amputar el miembro afectado.

## Biografía
Nació en Barcelona en 1923. Tras licenciarse en la Facultad de Medicina de la Universidad de Barcelona (1946), se especializó en Cirugía Ortopédica y Traumatología en la cátedra del doctor Pedro Piulachs Oliva. Trabajó en el Servicio de Cirugía Ortopédica y Traumatología del Hospital del Sagrado Corazón de Barcelona (1946-1953), bajo las órdenes del doctor Santos Palazzi Coll. Posteriormente, fue nombrado director del Servicio de Cirugía Ortopédica del Hospital de la Cruz Roja de Barcelona (1953-1968). En 1957 había sido nombrado director adjunto. En 1966 defendió su tesis doctoral: Verificación de los factores locales que influyen en la actividad del cartílago de crecimiento.
En 1968 se trasladó a Pamplona, al ser nombrado profesor y director del departamento de Cirugía Ortopédica y Traumatología de la Universidad de Navarra. Fue director general y director médico de la Clínica Universidad de Navarra durante veintirés años, y vicedecano de la Facultad de Medicina durante otros quince años, compartiendo docencia con el doctor Eduardo Ortiz de Landázuri. Para mejorar el desarrollo y gestión de la Clínica Universidad de Navarra utilizó el modelo de la Clínica Mayo, que conocía bien —al haber sido intervenido a corazón abierto (1961)—. Este modelo centrado en la docencia y la investigación, conjugaba diversos elementos: asistencia de calidad, atención esmerada al paciente, formación humana y profesional del personal sanitario.
Su actividad asistencial en la Clínica le permitió desarrollar nuevas técnicas: la instrumentación en la cirugía de la columna en la escoliosis; las prótesis articulares; las elongaciones; el estudio y tratamiento de la patología del cartílago de crecimiento. Puso en marcha uno de los primeros bancos de huesos, logrando adquirir una gran experiencia en la cirugía con aloinjertos. En estrecha colaboración con el doctor Lazo, del hospital Universitario Virgen del Rocío (Sevilla), diseñó un ingenioso modelo de fijador externo tubular para los huesos que permitía tanto alargarlos como comprimirlos, una técnica de la que se beneficiaron muchos enfermos.
Durante su actividad docente e investigadora, dirigió 34 tesis doctorales y publicó más de 150 artículos científicos, tanto en revistas nacionales como internacionales. Impartió más de doscientas conferencias de su especialidad médica en numerosos cursos y congresos, destacando el de osteosíntesis para el tratamiento de las fracturas o los de microcirugía.

## Asociaciaciones a las que perteneció
- Vicepresidente (1968-1970) y presidente (1970-1972) de la Sociedad Española de Cirugía Ortopédica y Traumatología, de la que ejerció hasta su fallecimiento como miembro de su Senado.
- Presidente de la European Pediatric Orthopaedics Society - EPOS (1993-1995)
- Fundador de la European Musculoskeletal Oncology Society (1987).
- Presidente de la Sociedad Española para el Estudio de la Osteosíntesis (1972-1981).[10]
- Presidente de la Sociedad Española de la A.O. Internacional.
- Miembro de la Comisión Nacional para la especialización en Cirugía Ortopédica y Traumatología (1979)
- Presidente de la Sociedad Catalana de Cirugía Ortopédica y Traumatología (1964-1966)
- Miembro fundador e impulsor del GEER, de la Sociedad de Microcirugía, de la Cervical Spine Research Society y de la European Musculo Skeletal Orthopaedic Society (EMSOS).

## Premios y distinciones
- Medalla de oro de la Cruz Roja (1967) como premio a la labor médica realizada en Hospital de la Cruz Roja de Barcelona (1953-1968).
- Medalla de Oro de la Universidad de Navarra (1995)
- Profesor honorario de Medicina de la Pontificia Universidad Católica de Chile (1980)